# Sofía Augusta de Anhalt-Zerbst
Sofía Augusta de Anhalt-Zerbst (en alemán, Sophie Auguste von Anhalt-Zerbst; Zerbst, 9 de marzo de 1663-Weimar, 14 de septiembre de 1694) fue una noble alemana de la Casa de Ascania y por matrimonio duquesa de Sajonia-Weimar.
Era la undécima de los catorce hijos nacidos del matrimonio del príncipe Juan VI de Anhalt-Zerbst y Sofía Augusta de Holstein-Gottorp. De sus trece hermanos, solo cuatro alcanzaron la edad adulta: Carlos Guillermo, Antonio Gunter, Juan Adolfo y Juan Luis.

## Biografía
En Zerbst, el 11 de octubre de 1685, Sofía Augusta contrajo matrimonio con el duque Juan Ernesto III de Sajonia-Weimar. Tuvieron cinco hijos, de los cuales solo dos alcanzaron la madurez:
1. Juan Guillermo, príncipe heredero de Sajonia-Weimar (Weimar, 4 de junio de 1686-ibidem, 14 de octubre de 1686).
2. Ernesto Augusto I, duque de Sajonia-Weimar (Weimar, 19 de abril de 1688-Eisenach, 19 de enero de 1748), posteriormente heredó Eisenach y Jena.
3. Leonor Cristiana (Weimar, 15 de abril de 1689-ib., 7 de febrero de 1690).
4. Juana Augusta (Weimar, 6 de julio de 1690-ib., 24 de agosto de 1691).
5. Juana Carlota (Weimar, 23 de noviembre de 1693-ib., 2 de marzo de 1751).

Sofía Augusta murió en Weimar, a la edad de 31 años. Fue enterrada en el Fürstengruft, Weimar.